# Погензе
Погензе (њем. Poggensee) општина је у њемачкој савезној држави Шлезвиг-Холштајн. Једно је од 131 општинског средишта округа Херцогтум Лауенбург. Према процјени из 2010. у општини је живјело 352 становника. Посједује регионалну шифру (AGS) 1053099.

## Географски и демографски подаци
Погензе се налази у савезној држави Шлезвиг-Холштајн у округу Херцогтум Лауенбург. Општина се налази на надморској висини од 46 метара. Површина општине износи 5,4 km². У самом мјесту је, према процјени из 2010. године, живјело 352 становника. Просјечна густина становништва износи 65 становника/km².